# Pandemonium Shadow Show
| 전문가 평가                    | 전문가 평가 |
| 평가 점수                      | 평가 점수   |
| 출처                           | 점수        |
| ------------------------------ | ----------- |
| AllMusic                       | [ 2 ]       |
| The Essential Rock Discography | 6/10        |

《Pandemonium Shadow Show》는 1967년 12월, RCA 빅터에서 발매된 미국의 싱어송라이터 해리 닐슨의 두 번째 스튜디오 음반이다.

## 배경
이 음반은 닐슨이 RCA 빅터와 3년 5만 달러의 녹음 계약을 체결한 첫 번째 작품으로, 그들의 할리우드 스튜디오에서 녹음되었다. 사실상 그의 모든 초기 음반들과 달리, 《Pandemonium Shadow Show》는 녹음실에서 닐슨의 목소리가 가진 잠재력을 최대한 활용하여 그를 "98명의 목소리의 합창"이라고 묘사되는 것으로 바꾸어 놓았다.
닐슨은 《Something Wicked This Way Comes》라는 제목을 사용하기를 원했고, 공상과학 작가인 레이 브래드버리에게 허락을 구했다. 하지만 허락이 발매일까지 오지 않아서, 덜 알려진 제목이 (브래드버리의 소설에 나오는 서커스 사이드쇼 중) 대신 선택되었다.
닐슨의 원곡뿐만 아니라, 많은 커버들이 음반에 수록되었는데, 필 스펙터(닐슨과 이전에 공동으로 곡을 작곡했던), 제프 배리와 엘리 그리니치(〈River Deep – Mountain High〉), 그리고 비틀즈의 두 곡, 〈She's Leaving Home〉과 〈You Can't Do That〉이 다른 17곡의 비틀즈 노래 가사를 인용한 편곡으로 수록되었다. 다른 세 곡은 제시 리 킨케이드, 페리 봇킨주니어, 길 가필드, 그리고 클리프 헤스, 하워드 존슨, 밀턴 애거)가 작곡했다.

## 곡 목록
모든 곡들은 특별한 언급이 없는 한 해리 닐슨에 의해 작사/작곡하였다.
| #  | 제목                           | 작사·작곡            | 재생 시간 |
| -- | ------------------------------ | -------------------- | --------- |
| 1. | 〈Ten Little Indians〉         |                      | 2:13      |
| 2. | 〈1941〉                       |                      | 2:36      |
| 3. | 〈Cuddly Toy〉                 |                      | 2:45      |
| 4. | 〈She Sang Hymns Out of Tune〉 | 제시 리 킨케이드     | 2:19      |
| 5. | 〈You Can't Do That〉          | 존 레논, 폴 매카트니 | 2:16      |
| 6. | 〈Sleep Late, My Lady Friend〉 |                      | 2:41      |

| #  | 제목                           | 작사·작곡                           | 재생 시간 |
| -- | ------------------------------ | ----------------------------------- | --------- |
| 1. | 〈She's Leaving Home〉         | 레논, 매카트니                      | 3:16      |
| 2. | 〈There Will Never Be〉        | 페리 봇킨 주니어, 길 가필드         | 2:27      |
| 3. | 〈Without Her〉                |                                     | 2:18      |
| 4. | 〈Freckles〉                   | 클리프 헤스, 하워드 존슨, 밀턴 애거 | 2:21      |
| 5. | 〈It's Been So Long〉          |                                     | 2:09      |
| 6. | 〈River Deep – Mountain High〉 | 필 스펙터, 제프 배리, 엘리 그리니치 | 3:53      |